# يوميكو فوجيتا
يوميكو فوجيتا (بالكانا:ふじた ゆみこ) هي ممثلة يابانية، ولدت في 12 سبتمبر 1945 في اليابان.

## وصلات خارجية
- يوميكو فوجيتا على موقع IMDb (الإنجليزية)
- يوميكو فوجيتا على موقع أول موفي (الإنجليزية)
- يوميكو فوجيتا على موقع قاعدة بيانات الفيلم (الإنجليزية)